# Danmarks Statistik
Danmarks Statistik är Danmarks statistikmyndighet med säte i Köpenhamn. Myndigheten har till uppgift att ta fram och offentligt publicera politiskt och kommersiellt neutral statistik. Myndigheten bildades 1850 och ligger sedan 2022 under Digitaliseringsministeriet.
Internationellt är Danmarks Statistik känt för sitt omfattande användande av offentliga register och ett minimalt utnyttjande av frågeformulär i sitt arbete.[källa behövs]
Institutionen har omkring 550 anställda. En stor del av omsättningen utgörs av intäkter från användare (2011: 28 %).[källa behövs]
Man är ledande i världen när det gäller spridning av statistik i elektronisk form. Den mycket omfattande databasen Statistikbanken är tillgänglig gratis för alla användare. Uppdatering med de nyaste upplysningarna i detaljerad form sker varje dag klockan 9.00. Statistiken kan presenteras på olika sätt (tabeller, diagram, kartor) och överföras till andra program för vidare bearbetning. Den finns också i en engelskspråkig version.[källa behövs]